# Johanna Matz

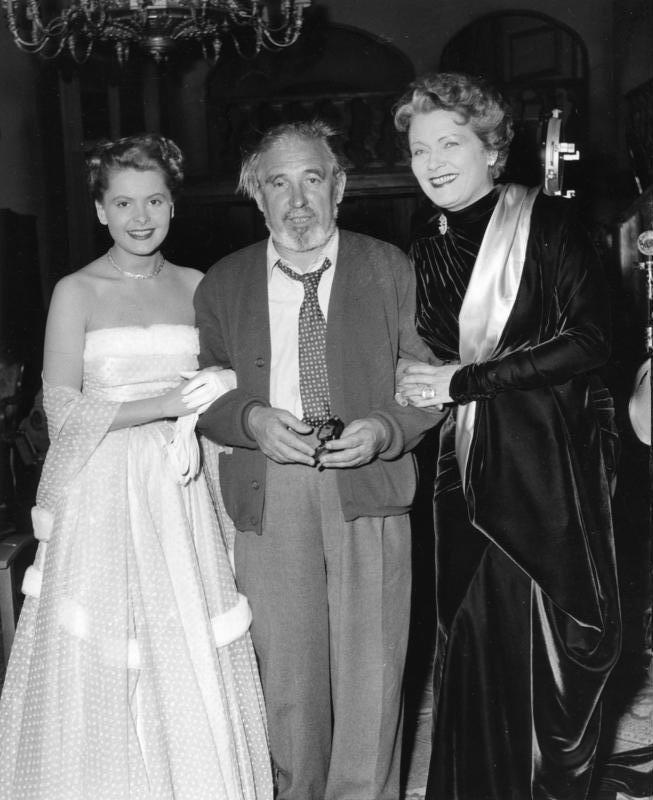
Johanna Matz (links) mit Karl Hartl und Olga Tschechowa, 1953

Johanna „Hannerl“ Matz (* 5. Oktober 1932 in Wien; † 21. April 2025) war eine österreichische Kammerschauspielerin.

## Leben
Bereits als Vierjährige erhielt die Tochter eines Wiener Privatbeamten Ballettunterricht bei Toni Birkmeyer. Von 1940 bis 1948 besuchte sie die Hochschule für Musik und Darstellende Kunst Wien, danach absolvierte sie bis 1950 das Max-Reinhardt-Seminar. Bei der Abschlussaufführung wurde sie von Berthold Viertel entdeckt und bereits 1950 für das Burgtheater engagiert. Sie blieb dem Haus abgesehen von einer Unterbrechung von 1952 bis 1954 als Mitglied bis 1993 verbunden, wobei sie mehr als dreihundertneunzig Mal auf der Bühne stand.
Sie spielte von Beginn an Hauptrollen in Stücken wie Der Raub der Sabinerinnen, Der eingebildete Kranke, Peer Gynt, George Bernard Shaws Caesar und Cleopatra sowie in Stücken von Ödön von Horváth, Jean Anouilh, Ferenc Molnár, Carlo Goldoni, Molière und Karl Schönherr.
1951 wurde sie für den Film entdeckt und hatte im selben Jahr ihr Filmdebüt. Ihre erste Filmrolle in dem Episodenfilm Asphalt war die des Mädchens Erika, das zur Prostituierten wird. Nach diesem für sie untypischen Einstand machte sie als nettes, braves und süßes Mädchen in den Filmen der 1950er Jahre Karriere. Johanna Matz verkörperte besonders häufig den Typus des „Wiener Mädels“, so in den 1950er-Jahre-Verfilmungen von Im weißen Rößl und Der Kongreß tanzt.
1953 wurde sie von dem Regisseur Otto Preminger nach Hollywood geholt, wo sie in der deutschen Fassung von The Moon is Blue (Die Jungfrau auf dem Dach) als Partnerin von Hardy Krüger spielte. Nach dem Ausklang der 1950er-Filmära war sie seltener in Kinofilmen zu sehen und konzentrierte sie sich auf ihre Theaterarbeit. Ab Ende der 1960er Jahre war die Schauspielerin vor allem für das österreichische Fernsehen tätig. Sie war bis ins neue Jahrtausend als Schauspielerin tätig, ihre letzte Fernsehrolle hatte sie 2004 in der Serie Schlosshotel Orth.
Matz war ab 1956 in erster Ehe mit dem Schauspieler Karl Hackenberg (1932–2002) verheiratet, der Ehe entstammt der Sohn Daniel. In zweiter Ehe war sie mit dem Kaufmann Harry von Wutzler verheiratet. Johanna Matz lebte zurückgezogen in Wien und Unterach am Attersee.
Sie starb am 21. April 2025 im Alter von 92 Jahren im Kreise ihrer Familie.

## Filmografie
- 1951: Der alte Sünder
- 1951: Die Minderjährigen (Asphalt)
- 1951: Maria Theresia
- 1951: Zwei in einem Auto
- 1952: Die Försterchristel
- 1952: Saison in Salzburg
- 1952: Der große Zapfenstreich
- 1952: Im weißen Rößl
- 1952: Hannerl
- 1953: Die Jungfrau auf dem Dach
- 1953: Arlette erobert Paris
- 1953: Alles für Papa
- 1954: Die Perle von Tokay
- 1954: Mannequins für Rio
- 1955: Ingrid – Die Geschichte eines Fotomodells
- 1955: Der Kongreß tanzt
- 1955: Reich mir die Hand, mein Leben
- 1956: Regine
- 1957: Es wird alles wieder gut
- 1957: … und führe uns nicht in Versuchung
- 1958: Im Prater blüh’n wieder die Bäume
- 1958: Man müßte nochmal zwanzig sein
- 1958: Hoch klingt der Radetzkymarsch
- 1958: Das Dreimäderlhaus
- 1959: Die unvollkommene Ehe
- 1960: Frau Warrens Gewerbe
- 1961: Der Schwierige (TV)
- 1961: G’schichten aus dem Wienerwald (Fernsehfilm)
- 1962: Das Leben beginnt um acht
- 1962: Die glücklichen Jahre der Thorwalds
- 1962: Anatol (TV): Franz Antel
- 1964: Minna von Barnhelm (TV)
- 1964: Rote Lippen soll man küssen (Die ganze Welt ist himmelblau)
- 1964: Das Konzert (TV)
- 1965: Cristinas Heimreise (TV)
- 1965: Ruf der Wälder
- 1966: Gern hab ich die Frauen gekillt
- 1967: Im weißen Rößl (TV)
- 1967: Also gut! Lassen wir uns scheiden! (TV)
- 1967: Stella (TV)
- 1969: Die Geschichte der 1002. Nacht (TV)
- 1971: Eine unwürdige Existenz (TV)
- 1971: Der Kapitän
- 1971: Der Prokurator oder Die Liebe der schönen Bianca (TV)
- 1972: Amouren (TV)
- 1973: Als Mutter streikte
- 1976: Kabale und Liebe (TV)
- 1991: Wie gut, daß es Maria gibt (TV-Serie, 9 Folgen)
- 2002: Nachtschwimmen (Kurzfilm)
- 2004: Schlosshotel Orth (TV-Serie, Folge 8x09 Verfehlungen)

## Auszeichnungen
- 1967: Ernennung zur bis dahin jüngsten Kammerschauspielerin[4][7]
- 1976: Großes Ehrenzeichen für Verdienste um die Republik Österreich[4]
- 2002: Österreichisches Ehrenkreuz für Wissenschaft und Kunst I. Klasse[4]
- 2002: Goldenes Ehrenzeichen für Verdienste um das Land Wien[4][8]